# Chitemene
Chitemene (parfois citemene), est un mot de la langue chiBemba qui signifie « couper » ; il désigne une forme d'agriculture sur brûlis pratiquée dans le nord de la Zambie. Une forme similaire existe au Malawi sous le nom de visosa. Il s'agit de couper, tailler ou émonder des arbres de la forêt primaire ou secondaire de miombo puis de brûler la biomasse résultante afin de créer une couche de cendres plus épaisse que celle que donnerait un brûlage in situ. On plante ensuite, dans la zone ainsi dégagée, du maïs, du mil, du sorgho ou du manioc.

## Description
Le chitemene est largement pratiqué dans les forêts claires à miombo (écorégion du miombo zambézien central) qui couvrent les provinces du Nord-Ouest, de la Copperbelt, Centrale, du Nord et de Luapula. Les sols typiques sont des oxisols, très dégradés, acides et facilement lessivés. Leur pH varie de 4 à 4,5, ce qui est trop acide pour la culture des céréales (maïs, mil, sorgho) et du manioc. Le chitemene permet de concentrer des cendres dans une zone réduite, ce qui augmente le pH, permettant la culture des céréales. En outre, la combustion et la fumée tue les mauvaises herbes et leurs graines et ameublit la couche supérieure du sol, ce qui réduit les besoins en main-d'œuvre pour la culture.
La viabilité agricole du chitemene n'est que de quelques années, jusqu'à ce que le pH du sol décroisse. Lorsque les rendements commencent à baisser, une nouvelle zone est défrichée, et le site initial est laissé en jachère. En général, la repousse des branches et la litière des feuilles provenant des taillis restaurent la fertilité du sol en vingt à vingt cinq ans, après quoi le chitemene peut être répété.

## Types de chitemene
Il y a plusieurs sortes de pratiques dans le système chitemene ; le nord de la Zambie en connaît trois principales, dépendant largement des traditions locales et des caractéristiques des sols de la région considérée. Les variantes se distinguent par le rapport entre la superficie défrichée et celle de la partie cultivée, la forme et la taille de la zone défrichée et de la partie cultivée, la période de culture, la rotation des cultures et la nature des plantations.

### Chitemene en large cercle

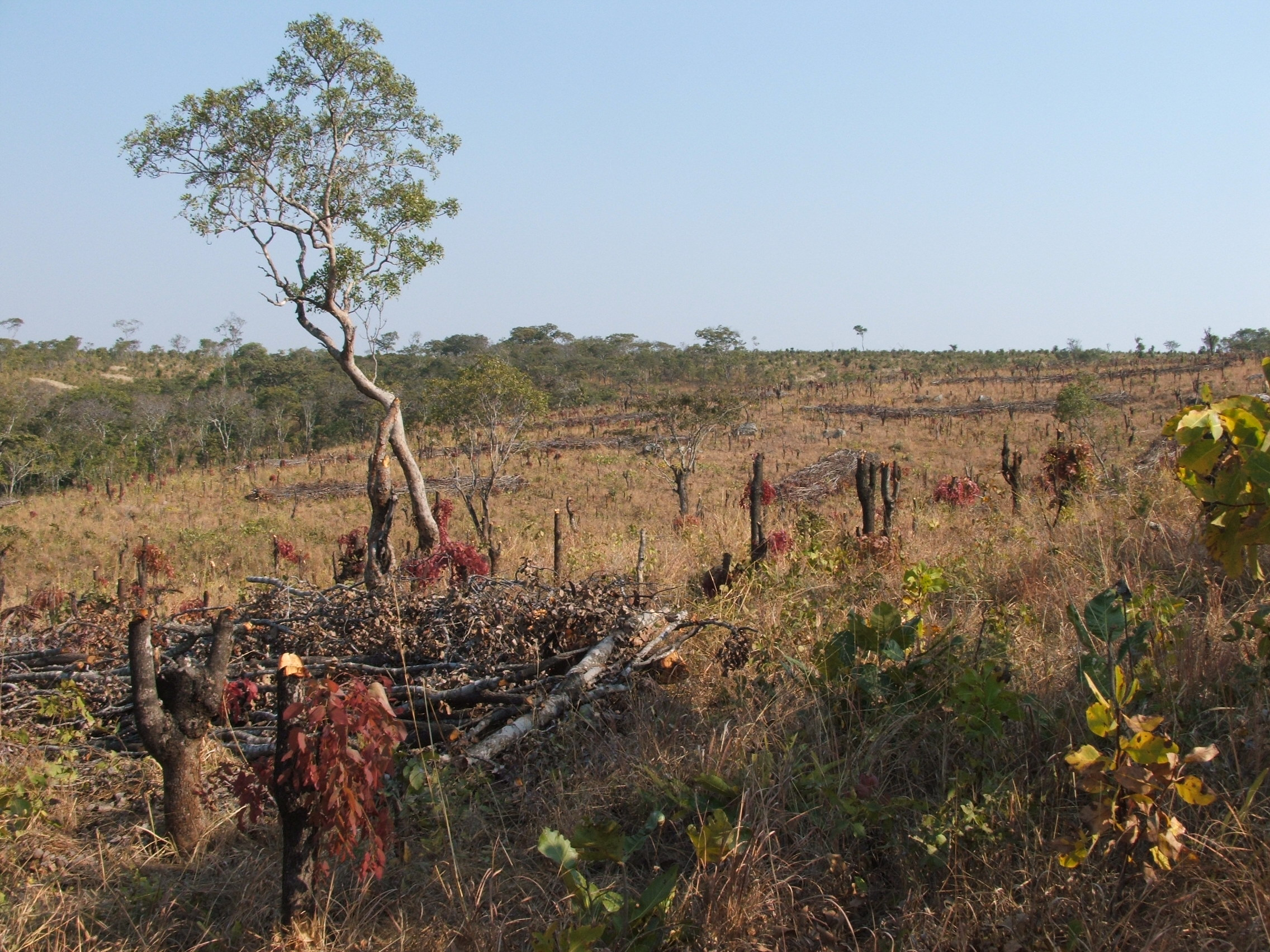
Chitemene en large cercle.

Le chitemene à large cercle est présent dans le nord-est zambien et s'étend jusqu'au plateau de Muchinga dans les provinces de Luapula et du Nord. Dans celle de Luapula, il est pratiqué uniformément dans tous les districts situés en dehors des basses terres du lac Bangwelo et de celles qui jouxtent la vallée de la Luapula. Dans la province du Nord, il est pratiqué partout sauf dans les basses terres du Bangwelo, la plaine de la rivière Chambeshi, les zones à l'ouest de Mpulungu, le nord du lac Mweru et près de la frontière avec la Tanzanie (où existe une autre pratique utilisant râteau et houe). Globalement, les fermiers pratiquant le chitemene en grand cercle sont locuteurs du bemba, même s'ils ne sont pas de l'ehtnie homonyme. 
Le chitemene en large cercle se caractérise par l'écimage des arbres et l'empilage des branches dans une zone circulaire ovale représentant entre 1/6 et 1/10 de la zone dégagée, une utilisation durant environ six ans, des cultures typiques de mil, manioc (en majorité), arachide, haricot et sorgho. Les zones plantées font entre 16 et 22 m2.

### Chitemene en petits cercles
Cette variante est employée depuis la partie méridionale du district de Mpika (dans la province du Nord-Ouest) et à l'ouest, au travers de l'escarpement de Muchinga, jusqu'aux environs de Kapiri Mposhi. C'est la pratique des ethnies principales de la région, Laala et Swaka. Cette variante se caractérise par le fait de couper les arbres et d'empiler les troncs et les branches dans une série de longs monticules rectangulaires. À la différence du grand cercle, la zone peut contenir plus d'un tas à brûler et plus d'une zone à cultiver. La plantation se pratique immédiatement après le brûlis et le terrain est utilisé pendant deux à trois ans. Les cultures typiques sont le mil, le maïs et le sorgho.

### Chitemene par bloc

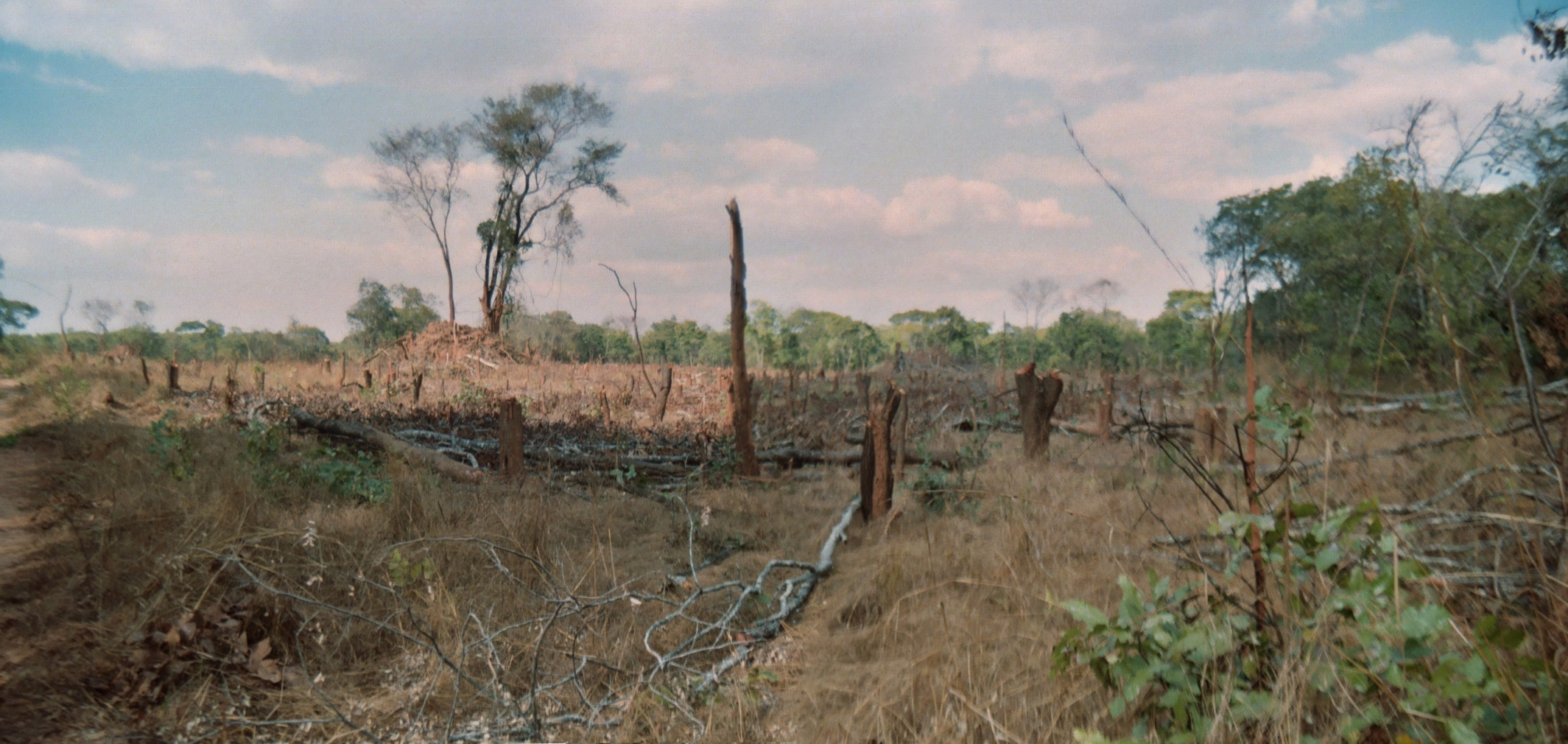
Chitemene par bloc, dans le district de Kasempa, province du Nord-Ouest.

Ce système est prédominant de Kapiri Mposhi à l'est jusqu'à Mufumbwe à l'ouest ; il est pratiqué par les ethnies baLamba et baKaonde des provinces Centrale, de la Copperbelt et du Nord-Ouest. Du fait de la faible population et de la disponibilité des terres, les grands arbres sont coupés à la base, laissés à sécher, puis brûlés avant les pluies. Les cultures sont plantées à la fois dans les zones défrichées et dans les zones brûlées jusqu'à couvrir la presque totalité de la zone. La taille des terres défrichées est d'un peu moins de 10 m2. Les cultures dominantes sont le maïs et le sorgho.

## Conséquences écologiques
Le chitemene est un système écologique viable dans une situation où la pression foncière est faible et où il existe de vastes zones boisées. Dans le passé, lorsque la terre et la population étaient respectivement abondante et peu nombreuse, les défrichements dus au chitemene avaient un temps de jachère suffisant pour se régénérer avant que les agriculteurs ne reviennent pour défricher à nouveau. Cependant, dans la Zambie contemporaine, les agriculteurs qui passent de la rotation traditionnelle des cultures à la monoculture du maïs continuent à pratiquer le chitemene. Malheureusement, les besoins en nutriments du maïs ont tendance à épuiser les sols plus rapidement que les cultures traditionnelles telles que le sorgho et le mil, et le désir de vendre le maïs comme produit de base accélère l'expansion des défrichements consécutifs au chitemene,.